# Laura Storz
Laura Carmen Storz  (* 1995 in Köln) ist eine deutsche Schauspielerin  in Film, Fernsehen und Theater sowie Off-, Hörspiel- und  Synchronsprecherin.

## Leben und Karriere
Laura Storz sammelte erste Theatererfahrungen am Jungen Theater Bremen, nachdem sie im Alter von 15 Jahren nach Bremen gezogen war.
2014 schloss sie ihr Abitur ab und begann 2016 ihr Schauspielstudium an der Hochschule für Musik und Theater „Felix Mendelssohn Bartholdy“ in Leipzig, das sie 2023 mit Diplom abschloss. Während ihres Studiums war sie Stipendiatin der Studienstiftung des deutschen Volkes.
Von 2021 bis 2023 war sie Mitglied des Studios am Schauspiel Leipzig. Dort wirkte sie in Produktionen wie Die Rättin (Regie: Claudia Bauer), Liv Strömquist denkt über sich nach, Sex und Total Romance – Partial Repair mit.
Seit der Spielzeit 2023/2024 ist sie am Mainfranken Theater Würzburg engagiert. Hier war sie unter anderem in Carmen, Was Wanda will und Leben des Galilei zu sehen.
2025 wurde sie beim Deutschen Hörspielpreis für die Mitwirkung bei der Audiodeskription des Spielfilmes Vena ausgezeichnet.
Laura Storz ist zunehmend in Film- und Fernsehproduktionen, u. a. 2025 in der Hauptrolle als Nina Maler mit Eko Fresh in der ZDF-Produktion Die Kinderschwindlerin, zu sehen.
Sie lebt in Würzburg und ist Mutter zweier Kinder.

## Filmografie (Auswahl)
- 2018: Ab hier (Kurzfilm)
- 2020: Intermezzo (Kurzfilm)
- 2023: Die ängstliche Verkehrsteilnehmerin[1]
- 2025: Die Kinderschwindlerin[7]

## Theater (Auswahl)
Theater Bremen
- 2014: Grenzgänger

Hochschule für Musik und Theater Leipzig
- 2019: Ronja Räubertochter, als Ronja
- 2021: Der Weltuntergang (Regie: Tilo Esche)

Schauspiel Leipzig
- 2022: TotalRomancePartialRepair, als Queen  (Regie: Isabel Lewis)
- 2021–2023: Die Rätin, als Hexe (Regie: Claudia Bauer)
- 2022: Linie2072, als Inge (Regie: Dramaturgie Leipzig)
- 2022–2023: Die lächerliche Finsternis, als Hauptfeldwebel Pellner (Regie: Jonas Fürstenau)
- 2023: SEX – frei nach Mae West, als Gregg (Regie: Johannes Preißler)
- 2023: Liv Strömquist denkt über sich selber nach, als (diverse Rollen) (Regie: Ellen Neuser)

Mainfranken Theater Würzburg
- 2023: Der Kreis um die Sonne / Der Riss durch die Welt (Regie: Markus Trabusch)
- 2024: Frohes Fest, als Carol (Regie: Till Kleine-Möller)
- 2024: Ente, Tod und Tulpe, als Ente  (Regie: Sigrid Herzog)
- 2024: In den Alpen  (Regie: Tamó Gvenetadze)
- 2024: Carmen, als  Carmen-Double  (Regie: Till Kleine-Möller)
- 2024: Was Wanda will, als Desiree  (Regie: Wolfgang Michalek)
- 2024: Leben des Galilei, als  Virginia, Galileis Tochter / Zweiter Astronom (Regie: Tim Egloff)

## Audiologie (Auswahl)
- 2020: Colonia Dignidad – eine deutsche Sekte in Chile (Synchronisation) (Netflix)+
- 2021: Keine Orte Ich (Hörspiel) (Regie: Leonard Merkes)
- 2025: Vena (Audiodeskription)[5]

## Auszeichnungen (Auswahl)
- 2022: Stiftung des deutschen Volkes
- 2025: Deutscher Hörfilmpreis, für Vena (Audiodeskription[5])